# Kortikotropin-oslobađajući hormon
Kortikotropin-oslobađajući hormon (CRH, originalno nazvan kortikotropin-oslobađajući faktor, CRF, takođe poznat kao kortikoliberin), je polipeptidni hormon i neurotransmiter koji učestvuje u odgovoru organizma na stres. On pripada familiji kortikotropin-oslobađajućih faktora.
Njegova glavna funkcija je stimulacija hipofizne sinteze adrenokortikotropnog hormona.
Kortikotropin-oslobađajuči hormon je 41-aminokiselina dug peptid izveden iz 191-aminokiselinskog preprohormona. CRH izlučuje paraventrikularni nukleus (PVN) hipotalamusa u odgovoru na stres. Primetno umanjenje CRH koncentracije je bilo primećeno kod obolelih od Alchajmerove bolesti. Osim što se proizvodi u hipotalamusu, CRH je takođe sintetisan u perifernim tkivima, poput T limfocita, i visoko je izražen u posteljici. U posteljici je CRH služi kao indikator koji određuje dužinu gestacije i vreme porođaja. Brzo povišenje CRH nivoa u cirkulaciji se javlja na početku porođaja.

## Struktura
su otkrili Vale et al. kod ovaca 1981. Njegova sekvenca je:
Peptidi pacova i čoveka su identični i razlikuju se od ovčije sekvence za samo 7 aminokiselina.

## Interakcije
Za kortikotropin-oslobađajući hormon je pokazano da interaguje sa kortikotropin-oslobađajućim hormonskim receptorom 1.

## Literatura
- Florio P; Severi FM; Ciarmela P;  . (2003). „Placental stress factors and maternal-fetal adaptive response: the corticotropin-releasing factor family”. Endocrine. 19 (1): 91—102. PMID 12583606. doi:10.1385/ENDO:19:1:91.
- Florio P; Rossi M; Sigurdardottir M;  . (2003). „Paracrine regulation of endometrial function: interaction between progesterone and corticotropin-releasing factor (CRF) and activin A”. Steroids. 68 (10–13): 801—7. PMID 14667971. doi:10.1016/S0039-128X(03)00137-5.
- Vamvakopoulos NC; Karl M; Mayol V;  . (1990). „Structural analysis of the regulatory region of the human corticotropin releasing hormone gene”. FEBS Lett. 267 (1): 1—5. PMID 2365075. doi:10.1016/0014-5793(90)80272-K.
- Robinson BG, D'Angio LA, Pasieka KB, Majzoub JA (1989). „Preprocorticotropin releasing hormone: cDNA sequence and in vitro processing”. Mol. Cell. Endocrinol. 61 (2): 175—80. PMID 2783917. doi:10.1016/0303-7207(89)90128-7.
- Arbiser JL, Morton CC, Bruns GA, Majzoub JA (1988). „Human corticotropin releasing hormone gene is located on the long arm of chromosome 8”. Cytogenet. Cell Genet. 47 (3): 113—6. PMID 3259914. doi:10.1159/000132525.
- Sasaki A; Tempst P; Liotta AS;  . (1988). „Isolation and characterization of a corticotropin-releasing hormone-like peptide from human placenta”. J. Clin. Endocrinol. Metab. 67 (4): 768—73. PMID 3262120. doi:10.1210/jcem-67-4-768.
- Shibahara S; Morimoto Y; Furutani Y;  . (1984). „Isolation and sequence analysis of the human corticotropin-releasing factor precursor gene”. EMBO J. 2 (5): 775—9. PMC 555184 . PMID 6605851.
- Behan DP; Heinrichs SC; Troncoso JC;  . (1995). „Displacement of corticotropin releasing factor from its binding protein as a possible treatment for Alzheimer's disease”. Nature. 378 (6554): 284—7. PMID 7477348. doi:10.1038/378284a0.
- Kawahito Y; Sano H; Mukai S;  . (1996). „Corticotropin releasing hormone in colonic mucosa in patients with ulcerative colitis”. Gut. 37 (4): 544—51. PMC 1382908 . PMID 7489943. doi:10.1136/gut.37.4.544.
- McLean M; Bisits A; Davies J;  . (1995). „A placental clock controlling the length of human pregnancy”. Nat. Med. 1 (5): 460—3. PMID 7585095. doi:10.1038/nm0595-460.
- Slominski A; Ermak G; Hwang J;  . (1995). „Proopiomelanocortin, corticotropin releasing hormone and corticotropin releasing hormone receptor genes are expressed in human skin”. FEBS Lett. 374 (1): 113—6. PMID 7589495. doi:10.1016/0014-5793(95)01090-2.
- Sutton SW; Behan DP; Lahrichi SL;  . (1995). „Ligand requirements of the human corticotropin-releasing factor-binding protein”. Endocrinology. 136 (3): 1097—102. PMID 7867564. doi:10.1210/en.136.3.1097.
- Vamvakopoulos NC, Chrousos GP (1994). „Structural organization of the 5' flanking region of the human corticotropin releasing hormone gene”. DNA Seq. 4 (3): 197—206. PMID 8161822. doi:10.3109/10425179309015632.
- Perrin MH; Donaldson CJ; Chen R;  . (1994). „Cloning and functional expression of a rat brain corticotropin releasing factor (CRF) receptor”. Endocrinology. 133 (6): 3058—61. PMID 8243338. doi:10.1210/en.133.6.3058.
- Romier C, Bernassau JM, Cambillau C, Darbon H (1993). „Solution structure of human corticotropin releasing factor by 1H NMR and distance geometry with restrained molecular dynamics”. Protein Eng. 6 (2): 149—56. PMID 8386360. doi:10.1093/protein/6.2.149.
- Liaw CW; Grigoriadis DE; Lovenberg TW;  . (1997). „Localization of ligand-binding domains of human corticotropin-releasing factor receptor: a chimeric receptor approach”. Mol. Endocrinol. 11 (7): 980—5. PMID 9178757. doi:10.1210/me.11.7.980.
- Timpl P; Spanagel R; Sillaber I;  . (1998). „Impaired stress response and reduced anxiety in mice lacking a functional corticotropin-releasing hormone receptor 1”. Nat. Genet. 19 (2): 162—6. PMID 9620773. doi:10.1038/520.
- Perone MJ; Murray CA; Brown OA;  . (1998). „Procorticotrophin-releasing hormone: endoproteolytic processing and differential release of its derived peptides within AtT20 cells”. Mol. Cell. Endocrinol. 142 (1–2): 191—202. PMID 9783915. doi:10.1016/S0303-7207(98)00104-X.
- Willenberg HS; Bornstein SR; Hiroi N;  . (2000). „Effects of a novel corticotropin-releasing-hormone receptor type I antagonist on human adrenal function”. Mol. Psychiatry. 5 (2): 137—41. PMID 10822340. doi:10.1038/sj.mp.4000720.
- Saeed B, Fawcett M, Self C (2001). „Corticotropin-releasing hormone binding to the syncytiotrophoblast membranes”. Eur. J. Clin. Invest. 31 (2): 125—30. PMID 11168450. doi:10.1046/j.1365-2362.2001.00770.x.

## Spoljašnje veze
- Corticotropin-releasing на 

|  | Molimo Vas, obratite pažnju na važno upozorenje u vezi sa temama iz oblasti medicine (zdravlja). |